# Ватерполо репрезентација Бразила
Ватерполо репрезентација Бразила представља Бразил на међународним ватерполо такмичењима.
Највећи успех репрезентације је златна медаља на Панамеричким играма 1963, где је такође освојила и пет сребрних и четири бронзане медаље и спада међу најуспешније америчке ватерполо репрезентације.

## Резултати на међународним такмичењима

### Олимпијске игре
- 1900 - 1912: Није се квалификовала
- 1920: Четвртфинале
- 1924 - 1928: Није се квалификовала
- 1932 - Дисквалификована
- 1936 - 1948: Није се квалификовала
- 1952: 13. место
- 1956: Није се квалификовала
- 1960: 13. место
- 1964: 13. место
- 1968: 13. место
- 1972 - 1980: Није се квалификовала
- 1984: 12. место
- 1988 - 2008: Није се квалификовала

### Светско првенство
| - 1973 - 1982: Није се квалификовала - 1986: 11. место - 1991 - 1994: Није се квалификовала | - 1998: 12. место - 2001: 13. место - 2003: 13. место | - 2005 - 2007: Није се квалификовала - 2009: 13. место - 2011: Квалификовала се |

### Панамеричке игре
| - 1951: 2. место - 1955: 3. место - 1959: 3. место - 1963: Победник - 1967: 2. место - 1971: 4. место | - 1975: Није се квалификовала - 1979: 6. место - 1983: 4. место - 1987: 3. место - 1991: 3. место | - 1995: 2. место - 1999: 4. место - 2003: 2. место - 2007: 2. место - 2011: Квалификовала се |

### Светски куп
Није учествовала

### Светска лига
| - 2002: Квалификациони турнир - 2003: Квалификациони турнир - 2004: Квалификациони турнир | - 2005: Квалификациони турнир - 2006: 2. квалификациони турнир - 2007 - 2009: Није учествовала | - 2010: Квалификациони турнир - 2011: Није учествовала - 2012: 8. место |